# Урманица
Урманица је насеље у Пољаници, град Врање у Пчињском округу. Од центра Власа, где је седиште Месне канцеларије, удаљено је око 4 км. Према попису из 2002. било је 32 становника (према попису из 1991. било је 63 становника). Према попису из 2022. било је 8 становника.

## Историја и опис села
Урманица се налази у изворишном делу Урманичког потока, десног крака Смиљевачке или Ушевачке реке, на местима званим Дулан, Голема долина и Селишка долина. Размештена је између села: Белишево и Равна Река на истоку, Солачка Сена и Градња на северу, Ушевце на западу и Смиљевић на југу.
Из центра Пољанице у село се стиже уз Смиљевачку (Ушевачку) реку, путем који се код Ушевца одваја од пута Врање - Мијовце. Добар је прилаз и из долине Јужне Мораве, путевима од Владичиног Хана преко Јагњила и Солачке Сене, или из Лепенице преко Белишева. Становницима Урманице је одувек био лакши одлазак у Владичин Хан него у Врање. И сада постоји редовна аутобуска линија Владичин Хан - Урманица. У доба турске владавине, и доста времена касније, село је било значајна раскрсница путева који су, с једне стране, водили од Лесковца за Врање вододелницом Јужне Мораве и Ветернице, а са друге стране повезивали Пољаницу са Иногоштем.
Познати извори воде су Лива бука, и кладенци у Старом селу, Малом селишту, Угару и Јужарју.
Има мишљења да је ово село у почетку постојало заједно са Ушевцем, Сикирјем и Смиљевићем, при ушћу Смиљевачке (Ушевачке реке) у Ветерницу, па су се у току времена издвојили једно од другога. У почетку је било збијеног типа, а сада је разбијено на махале Длуге њиве, Мало селиште, Лива бука, Јужарје, Дулан и Старо село. О пореклу имена Урманица постоје мишљења да оно значи „село где успева (ниче) урма“, али је то мало вероватно јер урма овде сигурно не може да расте.
Најстарије породице су Рамчинци, Мијајлинци или Илчинци, Деда-Ристини, Миленковци, Маринковци, Ивановци, Стевановићи и Станковићи. Досељени су из Градње, Драгобужда и Ушевца, а једна породица из околине Куршумлије.
Од старина се помиње чумино гробље, где је (по предању) сахрањено 70 девојака које је чума побила, затим три селишта: селиште, мало селиште и старо село. Селиште је у Селишкој долини; мало селиште на десној, а Старо село на левој страни Големе долине.
Сеоска слава (крсте, литије) је у Белу суботу (после Духов

## Демографија
У насељу Урманица живи 32 пунолетна становника, а просечна старост становништва износи 68,2 година (68,3 код мушкараца и 68,1 код жена). У насељу има 19 домаћинстава, а просечан број чланова по домаћинству је 1,68.
Ово насеље је у потпуности насељено Србима (према попису из 2002. године), а у последња три пописа, примећен је пад у броју становника.
|  |

| Демографија | Демографија | Демографија |
| Година      | Становника  | Становника  |
| ----------- | ----------- | ----------- |
| 1948.       | 192         |             |
| 1953.       | 184         |             |
| 1961.       | 153         |             |
| 1971.       | 122         |             |
| 1981.       | 98          |             |
| 1991.       | 63          | 63          |
| 2002.       | 32          | 32          |
| 2011.       | 17          |             |
| 2022.       | 8           |             |

| Етнички састав према попису из 2002.‍ | Етнички састав према попису из 2002.‍ | Етнички састав према попису из 2002.‍ | Етнички састав према попису из 2002.‍ | Етнички састав према попису из 2002.‍ |
| ------------------------------------ | ------------------------------------ | ------------------------------------ | ------------------------------------ | ------------------------------------ |
|                                      |                                      |                                      |                                      |                                      |
| Срби                                 | Срби                                 |                                      | 32                                   | 100,0%                               |
| непознато                            | непознато                            |                                      | 0                                    | 0,0%                                 |

| \| \| м \| \| \| ж \| \| ? \| 0 \| \| \| 0 \| \| 80+ \| 1 \| \| \| 3 \| \| 75—79 \| 3 \| \| \| 1 \| \| 70—74 \| 2 \| \| \| 2 \| \| 65—69 \| 4 \| \| \| 5 \| \| 60—64 \| 4 \| \| \| 0 \| \| 55—59 \| 0 \| \| \| 5 \| \| 50—54 \| 0 \| \| \| 0 \| \| 45—49 \| 2 \| \| \| 0 \| \| 40—44 \| 0 \| \| \| 0 \| \| 35—39 \| 0 \| \| \| 0 \| \| 30—34 \| 0 \| \| \| 0 \| \| 25—29 \| 0 \| \| \| 0 \| \| 20—24 \| 0 \| \| \| 0 \| \| 15—19 \| 0 \| \| \| 0 \| \| 10—14 \| 0 \| \| \| 0 \| \| 5—9 \| 0 \| \| \| 0 \| \| 0—4 \| 0 \| \| \| 0 \| \| Просек : \| 68,3 \| \| \| 68,1 \| |      |  |  |      |
| |      |  |  |      |
| | м    |  |  | ж    |
| ? | 0    |  |  | 0    |
| 80+ | 1    |  |  | 3    |
| 75—79 | 3    |  |  | 1    |
| 70—74 | 2    |  |  | 2    |
| 65—69 | 4    |  |  | 5    |
| 60—64 | 4    |  |  | 0    |
| 55—59 | 0    |  |  | 5    |
| 50—54 | 0    |  |  | 0    |
| 45—49 | 2    |  |  | 0    |
| 40—44 | 0    |  |  | 0    |
| 35—39 | 0    |  |  | 0    |
| 30—34 | 0    |  |  | 0    |
| 25—29 | 0    |  |  | 0    |
| 20—24 | 0    |  |  | 0    |
| 15—19 | 0    |  |  | 0    |
| 10—14 | 0    |  |  | 0    |
| 5—9 | 0    |  |  | 0    |
| 0—4 | 0    |  |  | 0    |
| Просек : | 68,3 |  |  | 68,1 |

| Година пописа     | 1948. | 1953. | 1961. | 1971. | 1981. | 1991. | 2002. |
| ----------------- | ----- | ----- | ----- | ----- | ----- | ----- | ----- |
| Број домаћинстава | 29    | 29    | 28    | 28    | 27    | 24    | 19    |

| Број чланова      | 1 | 2  | 3 | 4 | 5 | 6 | 7 | 8 | 9 | 10 и више | Просек |
| ----------------- | - | -- | - | - | - | - | - | - | - | --------- | ------ |
| Број домаћинстава | 6 | 13 | 0 | 0 | 0 | 0 | 0 | 0 | 0 | 0         | 1,68   |

| Пол    | Укупно | Неожењен/Неудата | Ожењен/Удата | Удовац/Удовица | Разведен/Разведена | Непознато |
| ------ | ------ | ---------------- | ------------ | -------------- | ------------------ | --------- |
| Мушки  | 16     | 0                | 11           | 3              | 2                  | 0         |
| Женски | 16     | 0                | 11           | 5              | 0                  | 0         |
| УКУПНО | 32     | 0                | 22           | 8              | 2                  | 0         |

| Пол    | Укупно                    | Пољопривреда, лов и шумарство | Рибарство                            | Вађење руде и камена | Прерађивачка индустрија       |
| ------ | ------------------------- | ----------------------------- | ------------------------------------ | -------------------- | ----------------------------- |
| Мушки  | 5                         | 4                             | 0                                    | 0                    | 0                             |
| Женски | 6                         | 6                             | 0                                    | 0                    | 0                             |
| Укупно | 11                        | 10                            | 0                                    | 0                    | 0                             |
|        |                           |                               |                                      |                      |                               |
| Пол    | Производња и снабдевање   | Грађевинарство                | Трговина                             | Хотели и ресторани   | Саобраћај, складиштење и везе |
| Мушки  | 0                         | 0                             | 0                                    | 0                    | 0                             |
| Женски | 0                         | 0                             | 0                                    | 0                    | 0                             |
| Укупно | 0                         | 0                             | 0                                    | 0                    | 0                             |
|        |                           |                               |                                      |                      |                               |
| Пол    | Финансијско посредовање   | Некретнине                    | Државна управа и одбрана             | Образовање           | Здравствени и социјални рад   |
| Мушки  | 0                         | 0                             | 0                                    | 0                    | 0                             |
| Женски | 0                         | 0                             | 0                                    | 0                    | 0                             |
| Укупно | 0                         | 0                             | 0                                    | 0                    | 0                             |
|        |                           |                               |                                      |                      |                               |
| Пол    | Остале услужне активности | Приватна домаћинства          | Екстериторијалне организације и тела | Непознато            | Непознато                     |
| Мушки  | 0                         | 0                             | 0                                    | 1                    | 1                             |
| Женски | 0                         | 0                             | 0                                    | 0                    | 0                             |
| Укупно | 0                         | 0                             | 0                                    | 1                    | 1                             |